# Pseudadenia schweinfurthii
Pseudadenia schweinfurthii là một loài thực vật có hoa trong họ Lan. Loài này được (Hegelm. ex A.Kern.) P.F.Hunt miêu tả khoa học đầu tiên năm 1971.